# Liste der Finanzämter in Mecklenburg-Vorpommern
Diese Liste nennt die Finanzämter in Mecklenburg-Vorpommern.

## Allgemeines
Im Bundesland Mecklenburg-Vorpommern gibt es insgesamt 10 Finanzämter, sie sind dem Finanzministerium des Landes Mecklenburg-Vorpommern unterstellt. Alle Finanzämter besitzen mindestens eine Zentrale Informations- und Annahmestelle (ZIA), fünf Finanzämter besitzen zwei solcher Annahmestellen. Die Aufgaben der ZIA sind: Erteilen allgemeiner Auskünfte an Besucher im Rahmen des § 89 AO, Annahme von Steuererklärungen und überschlägige Sichtung auf Vollständigkeit, Annahme und Bearbeitung von Lohnsteuerermäßigungsanträgen, Annahme und Weiterleitung von sonstigen Anträgen und Schriftstücken. Das Finanzamt Greifswald besitzt noch eine Außenstelle in Pasewalk. Das Finanzamt Neubrandenburg besitzt die zentrale Sonderzuständigkeit für die Veranlagung von deutschen Rentenempfängern im Ausland und für die Registrierung ausländischer Steuerberater/Datenübermittler und inländischer Behörden.

## Liste
| Bild | Name Bundesfinanzamtsnummer                      | Ort Adresse                             | Finanzamtsbezirk | Gebäude | Behördengeschichte |
| ---- | ------------------------------------------------ | --------------------------------------- | --- | ------- | ------------------ |
| 0    | Finanzamt Greifswald 4084                        | Greifswald Am Gorzberg Haus 11          | Ahlbeck, Alt Tellin, Altwarp, Altwigshagen, Anklam, Ückeritz, Bandelin, Bargischow, Battinsthal, Behrenhoff, Bentzin, Benz, Bergholz, Blankensee, Blesewitz, Boldekow, Boock, Brünzow, Brietzig, Bugewitz, Buggenhagen, Butzow, Daberkow, Dargelin, Dargen, Dersekow, Diedrichshagen, Ducherow, Eggesin, Fahrenwalde, Ferdinandshof, Garz, Görmin, Gützkow, Glasow, Grambin, Grambow, Grünz, Greifswald, Gribow, Groß Kiesow, Groß Luckow, Groß Polzin, Hammer, Hanshagen, Heinrichswalde, Hinrichshagen, Hintersee, Hoppenwalde, Iven, Jarmen, Jatznick, Kamminke, Karlsburg, Karlshagen, Katschow, Katzow, Kemnitz, Klein Bünzow, Koblentz, Korswandt, Koserow, Krackow, Kröslin, Krien, Kruckow, Krugsdorf, Krummin, Krusenfelde, Lassan, Löcknitz, Lübs, Lühmannsdorf, Lütow, Lebehn, Leopoldshagen, Levenhagen, Liepgarten, Loddin, Loissin, Loitz, Lubmin, Luckow, Mölschow, Mönkebude, Medow, Meiersberg, Mellenthin, Mesekenhagen, Morgenitz, Murchin, Nadrensee, Neetzow-Liepen, Neu Boltenhagen, Neu Kosenow, Neuenkirchen, Nieden, Ostseebad Heringsdorf, Papendorf, Pasewalk, Peenemünde, Penkun, Plöwen, Polzow, Postlow, Pudagla, Ramin, Rankwitz, Ranzin, Rieth, Rollwitz, Rossin, Rossow, Rothemühl, Rothenklempenow, Rubenow, Rubkow, Sarnow, Sassen-Trantow, Sauzin, Schönwalde, Schmatzin, Schuckmannshöhe, Seebad Ahlbeck, Seebad Bansin, Sommersdorf, Spantekow, Stolpe, Storkow, Strasburg, Torgelow, Trassenheide, Tutow, Ueckermünde, Usedom, Völschow, Viereck, Vogelsang-Warsin, Wackerow, Weitenhagen, Wilhelmsburg, Wolgast, Wollin, Wrangelsburg, Wusterhusen, Züssow, Zemitz, Zempin, Zerrenthin, Ziethen, Zinnowitz, Zirchow | 0       | 0                  |
| 0    | Finanzamt Güstrow 4086                           | Güstrow Klosterhof 1                    | Alt Necheln, Alt Sührkow, Altkalen, Baumgarten, Büschow, Bützow, Behren-Lübchin, Bernitt, Bibow, Blankenberg, Boddin, Boitin, Borkow, Brüel, Buchenhof, Dabel, Dahmen, Dalkendorf, Dämelow, Dessin, Diekhof, Dinnies, Dobbin-Linstow, Dolgen am See, Dreetz, Eickelberg, Eickhof, Finkenthal, Friedrichshof, Friedrichswalde, Gägelow, Göllin, Gülzow-Prüzen, Güstrow, Glambeck, Glasewitz, Gnemern, Gnoien, Golchen, Groß Belitz, Groß Görnow, Groß Labenz, Groß Raden, Groß Roge, Groß Schwiesow, Groß Wüstenfelde, Groß Wokern, Gustävel, Gutow, Hasenwinkel, Hohen Demzin, Hohen Pritz, Hohen Sprenz, Holdorf, Holzendorf, Hoppenrade, Jabelitz, Jördenstorf, Jülchendorf, Jürgenshagen, Jesendorf, Kaarz, Katelbogen, Käterhagen, Keez, Kleekamp, Klein Belitz, Klein Görnow, Klein Gischow, Klein Gnemern, Klein Labenz, Klein Pritz, Klein Raden, Klein Sien, Klein Upahl, Kloster Tempzin, Kobrow, Krakow am See, Krugland, Kuchelmiß, Kuhlen, Kuhs, Kurzen Trechow, Laage, Laase, Lalendorf, Langen Trechow, Lübzin-Rosenow, Lühburg, Lüssow, Lelkendorf, Lohmen, Mankmoos, Mühl Rosin, Müsselmow, Mistorf, Moisall, Moltenow, Mustin, Neperstorf, Neu Käterhagen, Neu Necheln, Neu Pastin, Neu Pennewitt, Neuendorf, Neuhof, Neukirchen, Nisbill, Nutteln, Oettelin, Pastin, Penzin, Plaaz, Prebberede, Qualitz, Rühn, Reimershagen, Reinstorf, Sagsdorf, Sarmstorf, Sülten, Schönfeld, Schönlage, Schlemmin, Schlockow, Schorssow, Schwasdorf, Selow, Steinhagen, Sternberg, Sternberger Burg, Stieten, Sukow-Levitzow, Tarnow, Tessin, Teterow, Thürkow, Thurow, Trams, Ulrikenhof, Ventschow, Viezen, Walkendorf, Wamckow, Wardow, Warin, Warnkenhagen, Warnow, Weberin, Weiße Krug, Weitendorf, Wendorf, Wipersdorf, Witzin, Wokrent, Zaschendorf, Zülow, Zehna, Zepelin, Zernin | 0       | 0                  |
| 0    | Finanzamt Hagenow 4087                           | Hagenow Steegener Chaussee 8            | Alt Krenzlin, Alt Zachun, Altona, Badekow, Balow, Bandenitz, Bauerkuhl, Beckentin, Belsch, Besitz, Bickhusen, Blievenstorf, Bobzin, Boizenburg, Brahlstorf, Brenz, Bresegard, Brunow, Dambeck, Dammereez, Dömitz, Dümmer, Deibow, Dersenow, Eldena, Fresenbrügge, Gallin, Gammelin, Göhlen, Görnitz, Güritz Försterei, Glaisin, Gorlosen, Grabow, Granzin, Grebs, Gresse, Greven, Groß Bengerstorf, Groß Krams, Groß Laasch, Hagenow, Hagenow Heide, Hülseburg, Heidekrug, Holthusen, Hoort, Horst, Karenz, Karstädt, Kastorf, Kirch Jesar, Klüß, Klein Bengerstorf, Klein Krams, Klein Rogahn, Kogel, Kremmin, Krenzliner Hütte, Krinitz, Kuhstorf, Kummer, Löcknitz, Lübesse, Lüblow, Lübtheen, Lüttenmark, Lüttow-Valluhn, Leisterförde, Leussow, Ludwigslust, Malk Göhren, Malliß, Marienhof, Möllenbeck, Mühlenbeck, Milow, Moraas, Muchow, Neese, Neese Ausbau, Neu Gülze, Neu Kaliß, Neu Lüblow, Neustadt-Glewe, Niendorf, Nostorf, Pampow, Pätow-Steegen, Picher, Prislich, Pritzier, Rastow, Redefin, Rensdorf, Sülstorf, Scharbow, Schossin, Schwanheide, Schwechow, Semmerin, Setzin, Steesow, Stralendorf, Strohkirchen, Stuck, Teldau, Tessin, Toddin, Uelitz, Vellahn, Vielank, Viez, Wanzlitz, Warlitz, Warlow, Warsow, Wöbbelin, Werle, Wiebendorf, Wittenburg, Wittendörp, Wittenförden, Zapel, Zarrentin, Zülow, Zierzow | 0       | 0                  |
| 0    | Neubrandenburg 4072                              | Neubrandenburg Neustrelitzer Straße 120 | Altenhagen, Altentreptow, Bartow, Beseritz, Blankenhof, Breesen, Breest, Brunn, Burg Stargard, Burow, Cölpin, Datzetal, Friedland, Galenbeck, Gültz, Genzkow, Gnevkow, Golchen, Grapzow, Grischow, Groß Miltzow, Groß Nemerow, Groß Teetzleben, Holldorf, Knorrendorf, Kriesow, Kublank, Lindetal, Mölln, Neddemin, Neetzka, Neubrandenburg, Neuenkirchen, Neverin, Petersdorf, Pragsdorf, Pripsleben, Röckwitz, Rosenow, Schönbeck, Schönhausen, Siedenbollentin, Sponholz, Staven, Tützpatz, Trollenhagen, Voigtsdorf, Werder, Wildberg, Woggersin, Wolde, Woldegk, Wrodow, Wulkenzin, Zirzow | 0       | 0                  |
| 0    | Finanzamt Ribnitz-Damgarten 4081                 | Ribnitz-Damgarten Sandhufe 3            | Ahrenshagen-Daskow, Bad Sülze, Barth, Bentwisch, Blankenhagen, Born, Broderstorf, Cammin, Dettmannsdorf, Dierhagen, Divitz-Spoldershagen, Dummerstorf, Eixen, Fuhlendorf, Gelbensande, Gnewitz, Graal-Müritz, Grammow, Kenz-Küstrow, Klein Kussewitz, Löbnitz, Lüdershagen, Lindholz, Marlow, Mönchhagen, Nustrow, Ostseebad Ahrenshoop, Ostseebad Prerow, Ostseebad Wustrow, Poppendorf, Pruchten, Rövershagen, Ribnitz-Damgarten, Roggentin, Saal, Sanitz, Schlemmin, Selpin, Semlow, Stubbendorf, Tessin, Thelkow, Thulendorf, Trinwillershagen, Wieck a Darß, Zarnewanz, Zingst | 0       | 0                  |
| 0    | Finanzamt Rostock 4079                           | Rostock Möllner Straße 13               | Admannshagen-Bargeshagen, Alt Bukow, Alt Karin, Am Salzhaff, Bad Doberan, Bahrenhorst, Bartenshagen-Parkentin, Bastorf, Börgerende, Büttelkow, Benitz, Biendorf, Bolland, Bröbberow, Danneborth, Elmenhorst/Lichtenhagen, Forsthaus Ivendorf, Gersdorf, Hohen Niendorf, Hohenfelde, Ivendorf, Jörnstorf, Kamin, Kassow, Kägsdorf, Körchow, Kühlungsborn, Kirch Mulsow, Kröpelin, Krempin, Kritzmow, Lambrechtshagen, Mechelsdorf, Neu Hohenfelde, Neu Karin, Neu Rethwisch, Neubukow, Ostseebad Nienhagen, Ostseebad Rerik, Papendorf, Parchow, Pölchow, Ravensberg, Reddelich, Rethwisch, Retschow, Rostock, Rukieten, Sandhagen, Sandhagen Abbau, Satow, Schwaan, Stäbelow, Steffenshagen, Uhlenbrook, Vorbeck, Wendelstorf, Westenbrügge, Westhof, Wiendorf, Wischuer, Wittenbeck, Zarfzow, Ziesendorf, Zweedorf | 0       | 0                  |
| 0    | Finanzamt Schwerin 4090                          | Schwerin Johannes-Stelling-Straße 9     | Alt Meteln, Badow, Bahlenhüschen, Banzkow, Barkhagen, Barnin, Bülow, Bendhof, Benzin, Botelsdorf, Brüsewitz, Breesen, Cambs, Carlow, Cramonshagen, Crivitz, Dalberg-Wendelstorf, Damm, Darze, Dechow, Demen, Dobbertin, Dobin am See, Domsühl, Dragun, Drefahl, Dutzow, Friedrichsruhe, Gadebusch, Gallin-Kuppentin, Ganzlin, Göhren, Gehlsbach, Gischow, Gneven, Goddin, Goldberg, Goldenstädt, Gottesgabe, Grambow, Granzin, Groß Brütz, Groß Eichsen, Groß Godems, Groß Hundorf, Groß Molzahn, Groß Niendorf, Groß Salitz, Groß Thurow, Groß Welzin, Herren Steinfeld, Herzfeld, Hindenberg, Hof Grabow, Holdorf, Jarchow, Kadow, Kaeselow, Karrenzin, Köchelstorf, Königsfeld, Kladrum, Klein Molzahn, Klein Salitz, Klein Thurow, Klein Trebbow, Klein Welzin, Klinken, Kneese, Kreien, Krembz, Kritzow, Kuhlrade, Lancken, Langen Brütz, Langenhagen, Lübstorf, Lübz, Lützow, Leezen, Leppin, Marienthal, Marnitz, Matzlow-Garwitz, Mühlen Eichsen, Meetzen, Meierstorf, Mestlin, Neschow, Neu Poserin, Neu Thurow, Obere Warnow, Pampin, Parchim, Passow, Perlin, Pingelshagen, Pinnow, Plate, Platschow, Plau am See, Pogez, Pokrent, Raben Steinfeld, Radegast, Raduhn, Rambeel, Rögnitz, Rehna, Renzow, Rieps, Roggendorf, Rom, Rosenhagen, Rosenow, Ruest, Rugensee, Samkow, Schönfeld, Schönwolde, Schlagsdorf, Schwerin, Seehof, Settin, Siggelkow, Spornitz, Stolpe, Stove, Stralendorf, Stresendorf, Suckow, Sukow, Techentin, Tessenow, Thandorf, Tramm, Utecht, Veelböken, Vimfow, Webelsfelde, Wedendorf, Werder, Wessin, Wodenhof, Zapel, Zölkow, Zickhusen, Ziegendorf | 0       | 0                  |
| 0    | Finanzamt Stralsund 4082                         | Stralsund Zur Schwedenschanze 1         | Altefähr, Altenkirchen, Altenpleen, Baabe, Bergen, Breege, Buschvitz, Deyelsdorf, Dranske, Drechow, Dreschvitz, Elmenhorst, Franzburg, Gager, Garz, Göhren, Gingst, Glewitz, Glowe, Grammendorf, Gransebieth, Gremersdorf-Buchholz, Grimmen, Groß Kordshagen, Groß Mohrdorf, Gustow, Hugoldsdorf, Insel Hiddensee, Jakobsdorf, Karnin, Klausdorf, Kluis, Kramerhof, Kummerow, Lancken-Granitz, Lüssow, Lietzow, Lohme, Middelhagen, Millienhagen-Oebelitz, Neu Bartelshagen, Neuenkirchen, Niepars, Ostseebad Binz, Pantelitz, Papenhagen, Parchtitz, Patzig, Poseritz, Preetz, Prohn, Putbus, Putgarten, Ralswiek, Rambin, Rappin, Richtenberg, Sagard, Samtens, Sassnitz, Süderholz, Schaprode, Sehlen, Sellin, Splietsdorf, Steinhagen, Stralsund, Sundhagen, Thesenvitz, Thiessow, Trent, Tribsees, Ummanz, Velgast, Weitenhagen, Wendisch Baggendorf, Wendorf, Wiek, Wittenhagen, Zarrendorf, Zirkow | 0       | 0                  |
| 0    | Finanzamt Waren 4075                             | Waren (Müritz) Einsteinstraße 15        | Alt Schwerin, Altenhof, Ankershagen, Basedow, Bütow, Beggerow, Below, Blankensee, Blumenholz, Bollewick, Borrentin, Bredenfelde, Briggow, Buchholz, Carpin, Dargun, Demmin, Duckow, Faulenrost, Fünfseen, Feldberger Seenlandschaft, Fincken, Galenbeck, Göhren-Lebbin, Gülzow, Gielow, Godendorf, Gotthun, Grabow, Grabowhöfe, Grammentin, Grünow, Groß Dratow, Groß Kelle, Groß Plasten, Hohen Wangelin, Hohenbollentin, Hohenmocker, Hohenzieritz, Ivenack, Jabel, Jürgenstorf, Kargow, Kentzlin, Kieve, Kittendorf, Klein Vielen, Kletzin, Klink, Klockow, Klocksin, Kratzeburg, Kuckssee, Kummerow, Lärz, Leizen, Lindenberg, Ludorf, Malchin, Malchow, Massow, Möllenbeck, Möllenhagen, Meesiger, Melz, Mirow, Moltzow, Neu Schloen, Neukalen, Neustrelitz, Nossendorf, Nossentiner Hütte, Peenehagen, Penkow, Penzlin, Priborn, Priepert, Röbel, Rechlin, Ritzerow, Sarow, Schönfeld, Schloen, Schwarz, Siedenbrünzow, Sietow, Silz, Sommersdorf, Stavenhagen, Stuer, Torgelow, Userin, Utzedel, Varchentin, Verchen, Vipperow, Vollrathsruhe, Wackerow, Walow, Waren, Warrenzin, Wesenberg, Wokuhl-Dabelow, Wredenhagen, Wustrow, Zepkow, Zettemin, Zierzow, Zislow | 0       | 0                  |
| 0    | Finanzamt Wismar 4080                            | Wismar Philosophenweg 1                 | Alt Greschendorf, Alt Poorstorf, Arpshagen, Babst, Bad Kleinen, Barendorf, Barnekow, Bäbelin, Bössow, Büttlingen, Bechelsdorf, Beidendorf, Benckendorf, Benz, Bernstorf, Blowatz, Bobitz, Boiensdorf, Boitin-Resdorf, Brook, Charlottenfelde, Christinenfeld, Dalliendorf, Dambeck, Damshagen, Dassow, Dönkendorf, Diedrichshagen, Dorf Gutow, Dorf Mecklenburg, Dorf Reppenhagen, Dorf Wahrsow, Duvennest, Elmenhorst, Eulenkrug, Everstorf, Fahren, Feldhusen, Friedrichshagen, Gantenbeck, Gägelow, Glasin, Goldbeck, Goldberg, Grapen-Stieten, Grenzhausen, Gressow, Grevenstein, Grevesmühlen, Grieben, Groß Bünsdorf, Groß Krankow, Groß Neuleben, Groß Schwansee, Groß Siemz, Groß Stieten, Groß Tessin, Großenhof, Grundshagen, Hagebök, Hamberge, Harkensee, Hädchenshof, Höltingsdorf, Herrnburg, Hilgendorf, Hof Gutow, Hof Reppenhagen, Hof Selmsdorf, Hof Wahrsow, Hofzumfelde, Hohen Schönberg, Hohen Viecheln, Hohenkirchen, Hoikendorf, Hornstorf, Insel Poel, Jamel, Johannstorf, Kahlenberg, Kalkhorst, Kühlenstein, Klütz, Klein Bünsdorf, Klein Neuleben, Klein Pravtshagen, Klein Schwansee, Klein Warin, Klein Warin Lager, Kleinfeld, Krassow, Kritzow, Krusenhagen, Kussow, Langenstück, Lauen, Lübberstorf, Lübow, Lüdersdorf, Lockwisch, Lutterstorf, Malzow, Mückenfang, Meierstorf, Menzendorf, Metelsdorf, Moltow, Moor, Nakenstorf, Naschendorf, Naudin, Nedderhagen, Neu Babst, Neu Degtow, Neu Poorstorf, Neu Saunstorf, Neu Viecheln, Neu Weitendorf, Neuburg, Neuenhagen, Neuhof, Neukloster, Neumühle, Niederklütz, Niendorf, Oberhof, Oberklütz, Ollndorf, Ostseebad Boltenhagen, Palingen, Parin, Passee, Pötenitz, Perniek, Petersberg, Pinnowhof, Plüschow, Pohnstorf, Poischendorf, Poischendorf Molkerei, Proseken, Questin, Rankendorf, Rastorf, Rüggow, Rüting, Rüting Steinfort, Reinstorf, Retelsdorf, Roduchelstorf, Roggenstorf, Rohlstorf, Rolofshagen, Rosenhagen, Rupensdorf, Sabow, Santow, Saunstorf, Sülsdorf, Scharfstorf, Schattin, Schönberg, Schildberg, Schmakentin, Selmsdorf, Steinbeck, Stellshagen, Stepenitztal, Stofferstorf, Strameuß, Tarnewitzerhagen, Törpt, Tüzen, Teplitz, Teschow, Testorf-Steinfort, Thorstorf, Tollow, Tramm, Upahl, Voßkuhl, Volkstorf, Wahrsow, Wakendorf, Waldeck, Warnkenhagen, Warnow, Weitendorf, Welzin, Westerbeck, Wismar, Wohlenberg, Wolde, Wotenitz, Zarnewenz, Züsow, Zierow, Zurow, Zweihausen | 0       | 0                  |
| 0    | Finanzamt Neubrandenburg – RiA 4070              | Neubrandenburg Neustrelitzer Straße 120 | Zentrale Sonderzuständigkeit für die Veranlagung von Rentenempfängern im Ausland | 0       | 0                  |
| 0    | Finanzamt Greifswald – Außenstelle Pasewalk 4084 | Pasewalk Torgelower Straße 32           | siehe FA Greifswald | 0       | 0                  |
| 0    | Finanzamt Greifswald – ZIA Wolgast -             | Wolgast Peenemünder Straße 1            | Zentrale Informations- und Annahmestelle des FA Greifswald | 0       | 0                  |
| 0    | Finanzamt Hagenow – ZIA Ludwigslust -            | Ludwigslust Garnisonsstraße 1           | Zentrale Informations- und Annahmestelle des FA Hagenow | 0       | 0                  |
| 0    | Finanzamt Schwerin – ZIA Parchim -               | Parchim Putlitzer Straße 25             | Zentrale Informations- und Annahmestelle des FA Schwerin | 0       | 0                  |
| 0    | Finanzamt Stralsund – ZIA Bergen -               | Bergen auf Rügen Störtebekerstraße 30   | Zentrale Informations- und Annahmestelle des FA Stralsund | 0       | 0                  |
| 0    | Finanzamt Waren – ZIA Malchin -                  | Malchin Schratweg 33                    | Zentrale Informations- und Annahmestelle des FA Waren | 0       | 0                  |